# 松井咲子
松井咲子（日语：松井 咲子，1990年12月10日—）是日本女藝人暨鋼琴演奏家，為女子偶像團體AKB48前成員。出身於埼玉縣蕨市，東京音樂大學中途退學，後就讀於桐朋學園藝術短期大學藝術科專攻音樂。自幼學習鋼琴及參加過許多的競賽，她於2012年10月推出個人鋼琴演奏專輯《會呼吸的鋼琴》，是AKB48之中第一位推出非歌唱唱片作品的成員。隸屬於演藝經紀公司SOMEDAY旗下。2015年6月26日從AKB48畢業後，目前活躍於電視、電台、網路等各大媒體上。於網路節目「西浦秀樹のめざせ紅白！」與西浦秀樹以及前AKB48成員片山陽加等4人共同組成樂團「かにたま」。2016年12月在goo ランキング的「離開團體畢業後真活躍阿」排行榜中，被網友票選為第28名。

## 經歷

### 加入AKB48
加入前
松井咲子由4歲起已經學習鋼琴，曾在故鄉埼玉縣的比賽中多次得獎，例如於2003年在日本最大的鋼琴比賽「PTNA鋼琴比賽」中獲得D級本選優秀獎。
高中就讀於東京音樂大學附屬高中。松井在中學三年級時從視訊電話的廣告初次認識AKB48，當時還是發行首張單曲《櫻花花瓣》的時期。雖然買了AKB48的CD，但從未想過加入。不過，高中二年級那年，她母親在松井本人不知情下遞交申請書，並通過了文件審查。
2008年
- 12月參加了AKB48第四屆研究生甄選會，並成功通過，成為最年長的第7期研究生。[1]

2009年
- 8月，在「AKB48 ～AKB104 選拔成員組閣祭～」演唱會上，AKB48劇場經理戶賀崎智信宣布松井將會晉升至Team K。

2010年
- 3月正式成為Team K的一員。[1][4]

2010年
- 9月，AKB48初次舉辦以猜拳形式決定選拔成員的活動——AKB48第19張單曲選拔猜拳大會。松井咲子在大會上依次撃敗小森美果和松原夏海。雖然最後敗於高城亞樹手下，但排名第14的她仍能取得選拔成員的資格。因此，她在第19張單曲《機會的順序》中得以首次進入選拔組。[5]

2011年
- 5月9日，官方部落格「さきっciao」開始。
- 5月至6月舉行的AKB48第22張單曲選拔總選舉中以5,020票，獲得第38名，被選為UNDER GIRLS。

2012年
- 3月1日，被秋元康發表成為Google+單曲選拔成員。
- 5月至6月舉行的AKB48第27張單曲選拔總選舉中以6,058票，獲得第53名，被選為FUTURE GIRLS。

- 8月15日開始，於往後播出的《読響シンフォニックライブ（日语：読響シンフォニックライブ）》裡擔任主持工作。
- 8月24日，在AKB48東京巨蛋演唱會「AKB48 in TOKYO DOME ～1830m的夢想～」上，戶賀崎智信宣布進行「再組閣」，將全部成員重新編組。松井在這次「再組閣」中由Team K調動到Team A。[6]
- 10月3日，以團體裡第一張個人鋼琴專輯『會呼吸的鋼琴』單獨出道。
- 11月1日，所屬隊伍移至Team A。

2013年
- 5月至6月舉行的AKB48第32張單曲選拔總選舉中以11,961票，獲得第60名，被選為FUTURE GIRLS。

2014年
- 1月4日，於富士電視台的「藝能界特技王決定戰　TEPPEN」的鋼琴部門中獲得91分，擊敗前回王者，再度奪回王位。
- 4月5日，出身地埼玉縣的電臺廣播節目《見たい! 行きたい! 話したい!!（日语：見たい! 行きたい! 話したい!!）》開始播出。
- 10月24日、於「AKB48曲作りProject」計劃官方網站中宣布被選為Team Surprise選拔成員。

2015年
- 3月26日，於埼玉超級競技場舉辦的「AKB48春季單獨演唱會～次期總現正修行中！～」演唱會上宣布新的組閣人事異動，所屬隊伍由Team A轉移至Team K。
- 3月29日，於登記參選總選舉截止時間前都未繳交登記申請。
- 4月，在部落格上宣佈自己一直以來都是休學的狀態，今年決定復學，完成音大學業。且發表不會參加AKB48第41張單曲選拔總選舉。
- 5月參加演出時表示音大從一年級開始就讀，且復學與辭退選拔總選舉無關聯。
- 5月29日，在劇場公演上發表畢業，因自己有許多想做以及不得不做的事情。
- 6月26日，AKB48 TeamA 的「戀愛禁止條例」公演上舉行畢業公演，公演上與7期成員演唱了關於你。
- 8月9日於幕張展覽館我們不戰鬥劇場盤發售紀念舉行最後握手會。作為AKB的活動到此正式結束。

### 從AKB48畢業
畢業後
2015年
- 9月1日，任命為出身地蕨市的宣傳大使。

2016年
- 7月，於網路節目「西浦秀樹のめざせ紅白！」與西浦秀樹以及前AKB48成員片山陽加等4人共同組成樂團「かにたま」。
- 9月，樂團「かにたま」的首張出道單曲「All As One」正式發售，並於iTunes上開放附費下載。
- 12月，在goo ランキング中「離開團體畢業後真活躍阿」排行榜 （页面存档备份，存于）中，被網友選為第28名。

2017年
- 1月13日，於富士電視台的「藝能界特技王決定戰　TEPPEN 2017 冬之陣」的鋼琴部門中以SMAP的「世界上唯一的花」一曲再度奪回王位。
- 2月21日，於小嶋陽菜畢業演唱會「こじまつり前夜祭」做為畢業生參與演出，並在馬尾與髮圈一曲中做鋼琴伴奏。[7]
- 3月1日，於「GO！GO！ファイヤーフェスティバル」活動中擔任京橋消防署一日消防署長。
- 3月17日、18日，先後於自己的官方推特 （页面存档备份，存于）及部落格 （页面存档备份，存于）上宣布自己終於從大學畢業。
- 4月14日，松井咲子的ユメモバ自AKB畢業以來再度啟用。
- 9月22日，於富士電視台的「藝能界特技王決定戰　TEPPEN 第15弾」以RADWIMPS的歌曲「前前前世」挑戰，不幸在第一戰就被刷下。
- 10月31日，新聞報導松井咲子將為於2018開始的動漫『SNS警察』的『姐姐』一角配音，其它角色的配音演員還有乃木坂46的松村沙友理。
- 12月10日，在ワロップ放送局攝影棚舉辦個人慶生活動。
- 12月15日，於佐藤すみれ在AKB48劇場的最後特別公演中出場。
- 12月28日，與野中美郷共同在下北沢ろくでもない企画舉行談話活動。

2018年
- 1月1日，個人Instagram開設。
- 1月12日，於富士電視台的「藝能界特技王決定戰　TEPPEN 2018」中彈奏SMAP的夜空ノムコウ一曲，以一票之差輸給對決的山口めろん。
- 1月27日，於自己的部落格中宣布已取得駕照。
- 4月4日，於FM NACK5中的常規電台節目「松井咲子の気になる子さん」開始播出。

2019年
- 8月9日，在正好從AKB48畢業後第4年同日播出的「藝能界特技王決定戰 TEPPEN」中的鋼琴單元中，以秦基博的「ひまわりの約束」演奏獲得優勝。奪回第4屆的勝利王座。

2020年
- 9月1日，個人首個官方粉絲俱樂部「saki community」開設。

2021年
- 1月18日，首本個人寫真集「咲子」發售。

2022年
- 7月21日，第二本個人寫真集「delusion」發售。

2023年
- 8月26日，女子搖滾樂團「LOC - LAST ONE CALL - 」成立，松井咲子加入成為該樂團中的鍵盤手。
- 11月19日，LOC於六本木 unravel TOKYO首次登場。

### 鋼琴演出
松井咲子就讀於東京音樂大學，專攻鋼琴科。擅於彈鋼琴的她曾於AKB48的演唱會上表演鋼琴。例如2010年7月22日，在「沒有驚喜」演唱會甫開始，就先由松井獨奏蕭邦《革命練習曲》，然後再彈出《馬尾與髮圈》的前奏，帶到下一首歌曲。
此外，松井亦曾於電視上展露琴技。在2012年1月7日播出的《演藝界特技王決定戰》中，她作為現役音大生首次登上該節目，在鋼琴部門跟其他日本藝人比賽。在決賽中，對上前兩屆的冠軍尾崎小百合、森崎友紀等人的她以小事樂團《Time goes by》一曲應戰並勝出，成為首個於該節目勝出AKB48成員。2013年，松井在同一節目中敗給尾崎小百合，未能再下一城。 （页面存档备份，存于）
2015年與讀賣交響樂團演出《心之告示牌》鋼琴協奏曲版本，是松井咲子擔任主持人以來第一次與樂團演出，編曲者為該樂團的打擊手。之後與樂團前往歐洲進行節目的錄製。
同年3月26日，在演唱會上伴奏《鞋與傘的故事》。
2015年4月29日，參加La Folle Journée au JAPON2015的演出，演奏了葛利格的鋼琴協奏曲第二樂章及《好想見你》的鋼琴演奏版本。
2017年1月13日，於富士電視台的「藝能界特技王決定戰　TEPPEN 2017 冬之陣」的鋼琴部門中以SMAP的「世界上唯一的花」一曲再度奪回王位。

### 個人鋼琴專輯
2012年8月16日，東京音樂大學四年級生的松井咲子宣佈於推出首張個人鋼琴專輯《會呼吸的鋼琴》，這是繼板野友美、前田敦子、岩佐美咲、指原莉乃和渡邊麻友後，第6名推出個人唱片的AKB48成員，也是第一名推出個人專輯唱片的成員。這張專輯除了收錄《想見你》、《無限重播》等AKB48的代表歌曲外，亦收錄了由服部隆之作曲的原創作品。這張專輯於10月3日發行，在發售首週錄得1萬銷量，登上Oricon公信榜週榜第10位，為該榜首次有出道鋼琴專輯打進頭十位。

## 人物
- 松井的自我介紹詞（catch phrase）是「想奏出你的DoReMi」（あなたのドレミを奏でたい），[14] 而出演廣播節目時則使用「你的耳朵情人」(あなたのお耳の恋人)。
- 既擁有絕對音感，而且還有能背對琴面彈奏曲子的特技。[15]
- 她在歌迷間有「大師」（師匠）的稱呼，其由來是因松井曾在Google+上傳了一張比著「卍」字手勢的照片，而被大家志津香戲稱為「卍師匠」（以手比出卍字的大師）[16]，之後「大師」這稱呼逐漸在成員與歌迷之間傳開，甚至連總製作人秋元康在Google+上也用起這暱稱稱呼松井。雖為AKB48成員，但十分喜愛Perfume、桃色幸運草Z、Idoling!!!等女子組合。[3]
- 在成員間除「師匠」外，也有「咲子さん」的稱呼，即使是前輩成員也會這麼稱呼。
- 曾經說過AKB48的小嶋陽菜是自己永遠的一推。[17]
- 家裡飼養有著3隻貓咪名字分別是「ぷりんさん」(♀)、「らら」(♀)和「まめた」(♂)。[18]
- 在2016年9月27日的網路節目AbemaTV「美女ランチ（美女午餐）」上曾短暫提到目前正在學習義大利語。

## 參與演唱的AKB48歌曲

### 單曲CD
|      | 發行日期       | 單曲名稱           | 參與歌曲名稱    | 名義               | 備註  |
| ---- | -------------- | ------------------ | --------------- | ------------------ | ----- |
| 14th | 2009年10月21日 | RIVER              | 飛機雲          | Theater Girls      |       |
| 16th | 2010年5月26日  | 馬尾與髮圈         | 我的YELL        | Theater Girls      |       |
| 18th | 2010年10月27日 | Beginner           | 專屬於我的Value | Under Girls        |       |
| 18th | 2010年10月27日 | Beginner           | 關於你          | MINT               |       |
| 19th | 2010年12月8日  | 機會的順序         | 機會的順序      |                    | A面曲 |
| 19th | 2010年12月8日  | 機會的順序         | ALIVE           | Team K             |       |
| 20th | 2011年2月16日  | 變成櫻花樹         | 距離KISS 100哩  | MINT               |       |
| 21st | 2011年5月25日  | Everyday、髮箍     | 人的力量        | Under Girls        |       |
| 22nd | 2011年8月24日  | 飛翔入手           | 不能擁抱你      | Under Girls        |       |
| 23rd | 2011年10月26日 | 風正在吹           | 纜車道          | Under Girls 百合組 |       |
| 24th | 2011年12月7日  | 崇尚麻里子         | 零和太陽        | Team K             |       |
| 25th | 2012年2月15日  | GIVE ME FIVE!      | 牧羊人之旅      | Special Girls B    |       |
| 26th | 2012年5月23日  | 仲夏的Sounds good! | Google+的天空   |                    |       |
| 27th | 2012年8月29日  | 格子花紋           | Show fight!     | Future Girls       |       |
| 28th | 2012年10月31日 | UZA                | 孤獨的星空      | Team A             |       |
| 29th | 2012年12月5日  | 永遠的壓力         | 我們的Reason!   |                    |       |
| 30th | 2013年2月20日  | So long!           | Ruby            | Team A             |       |
| 31st | 2013年5月22日  | 再見自由式         | 活下去          | Team A             |       |
| 32nd | 2013年8月21日  | 戀愛的幸運餅乾     | 猜想的橘子果醬  | Future Girls       |       |
| 33rd | 2013年10月30日 | 真心電流           | 倒數KISS        | Team A             |       |
| 35th | 2014年2月26日  | 勇往直前           | 恋爱什么的      | Team A             |       |
| 36th | 2014年5月21日  | 拉布拉多獵犬       | 你如此任性      | Team A             |       |
| 38th | 2014年11月26日 | 希望無限           | 順從的Slave     | Team A             |       |
| 38th | 2014年11月26日 | 希望無限           | Reborn          | Team Surprise      |       |

## 個人專輯
| 張數     | 發行日期      | 專輯名稱          | 最高週榜排名 | 首周銷量 | 累計銷量 | 規格      | 規格編號              | 備註     |
| 波麗佳音 | 波麗佳音      | 波麗佳音          | 波麗佳音     | 波麗佳音 | 波麗佳音 | 波麗佳音  | 波麗佳音              | 波麗佳音 |
| -------- | ------------- | ----------------- | ------------ | -------- | -------- | --------- | --------------------- | -------- |
| 1st      | 2012年10月3日 | 會呼吸的鋼琴 （呼吸するピアノ） | 10           | 10,263張 | 14,738張 | CD+DVD CD | PCCA-03680 PCCA-03681 | 鋼琴專輯 |

## 個人出演

### 電視
- AKBINGO!（2009年8月26日 - 不定期出演、日本電視台）
- 週刊AKB（2009年10月9日 - 2012年11月30日 不定期出演、東京電視臺）
- 原來如此高校（2010年10月9日・2011年4月21日 - 2012年3月8日、日本電視臺）
- AKB48短劇「微妙〜」（2011年10月13日・10月27日・11月10日・2012年1月12日 - 2月16日、光TV）
- 藝能界特技王決定戰 TEPPEN（2012年1月7日・2013年1月5日・2014年1月4日、9月27日・2015年1月4日、10月30日・2016年1月15日、9月16日・2017年1月13日、9月22日・2018年1月12日 富士電視台）
- 読響シンフォニックライブ（2012年8月15日 - 、日本電視臺・BS日本臺）
- 微妙～的門 AKB48的真格挑戰（2012年11月16日・2013年3月15日・3月22日、光TV）
- 有吉AKB共和國（2014年1月13日 - 不定期出演、TBS電視臺）
- AKB48的牛舌GIRLS（2014年4月20日・4月27日・5月4日、仙台放送）
- 五感王（2015年10月9日 做為來賓出演、日本電視台）
- ポンコツ&さまぁ～ず( 2016年2月6日・13日 ・20日 做為來賓出演、東京電視台 )
- 池上彰のニュースそうだったのか!!2時間スペシャル( 2016年2月13日 做為來賓出演、朝日電視台 )
- アフロの変( 2016年2月25日、富士電視台 )
- 真夜中的保健室( 2016年2月29日 做為來賓出演、日本電視台 )
- 女の妄想 男のリアル( 2016年3月31日 做為旁白出演、日本電視台 )
- マチコミ（2016年4月4日~、埼玉電視臺） - 松井咲子在毎週星期一的「大人散步」單元中定期出演
- ニッポンぶらり鐵道旅行（2016年4月14日、7月14日・2017年4月20日 NHK BSプレミアム )
- おっほ～ゴッホみたいに言うな（2016年6月17日、TVQ九州放送）
- ナカイの窓（2016年7月6日、日本電視台）
- 戸田橋煙火大會2016直播（2016年8月6日、埼玉電視臺）
- うまDOKI直播（2016年12月24日、KBS京都）
- アッコにおまかせ！（2017年1月15日、TBS）
- あるある議事堂（2017年3月11日・18日 朝日電視台）
- バナナゼロミュージック（2017年4月15日、7月1日、9月9日、10月14日 NHK）
- あるある晩餐会（2017年8月5日 朝日電視台）
- アド街ック天国～埼玉　蕨～（2017年12月2日 東京電視台）

### 電視劇
- 來自櫻花的信 ～AKB48 各自的畢業故事～（2011年2月26日 - 3月6日，日本電視台） - 飾演 松井咲子

### 電影
- 《女孩BASARA -戰國時代在圈外-》（ギャルバサラ -戦国時代は圏外です-，2011年11月26日上映，角川電影）：飾演 藤田[19]
- 《Bingo》（ビンゴ，2012年9月22日上映，Jolly Roger）：飾演 真弓（女主角）[20]

### 動畫
- SNS警察（2018年4月4日） - 配音 お姉さん

### 廣播電台
- AKB48的All Night Nippon（2010年8月27日（只有電話）・10月1日 - 不定期出演、日本放送）
- 山里亮太の不毛な議論（2012年1月11日 - 不定期出演、TBS電台）
- 見たい! 行きたい! 話したい!!（2014年4月5日~2017年12月30日 NACK5）
- 松井咲子 呼吸するクラシック（2016年3月31日~ HBCラジオほか）
- TOYOTA DRIVE IN JAPAN（2016年10月7日、14日、21日、28日、J-WAVE）
- おぎやはぎのメガネびいき（2016年12月15日、2017年6月16日、TBSラジオ）
- あなたの知らないクラシックの世界2017（2017年1月1日~ NHK-FM）
- 松井咲子の気になる子さん（2018年4月4日~ NACK5）

### 活動
- 警視廳 荏原警察署一日署長（2012年4月1日）
- 蕨市工商會議所創立60周年記念活動「松井咲子對談&迷你演唱會」（2012年10月9日、蕨市市民会館コンクレレホール）
- 「光にふれる」（逆光飛翔 臺灣電影）宣傳活動 做為宣傳大使出演（2014年2月5日）
- 就任埼玉縣蕨市PR大使（2015年9月1日）
- 埼玉縣警察 蕨警察署一日署長（2015年11月29日）
- 「Bashi's BAR vol.28～松井咲子生誕祭～」（2015年12月10日、中野・CLOVER）
- 警視廳 東京灣岸警察署一日署長（2016年4月10日）
- 埼玉西武獅×橫濱DeNA海灣之星 開球儀式（2016年6月1日）[21]
- 埼玉・所沢航空公園 野外音樂祭「ALL AS ONE FESTIVAL」(2016年8月27日)[22]
- 「夏だ！ＬＩＶＥだ！！片山祭りだ！！！」かにたまLIVE演出（2016年8月28日、吉祥寺・STAR PINE'S CAFE'）
- 「Bashi's BAR SP 松井咲子生誕祭」（2016年12月10日）
- 「GO！GO！ファイヤーフェスティバル」京橋消防署一日消防署長（2017年3月1日）
- 擔任KORG G1 Air電子琴的形象角色，出席產品發表會(2017年4月)
- 與野中美鄉共同舉辦談話性活動みちゃきこトークイベント(2017年5月25號)
- 擔任KORG G1 Air電子琴的形象角色(2017年6月25號)
- O-EAST舉行的特別歌唱大賽擔任活動主持(2017年6月17號)
- 見たい! 行きたい! 話したい的公開收錄（2017年8月19日、埼玉住まいエキスポ會場）
- Primo Delicious 做為來賓出場（2017年9月10日）
- 提琴家RiO出道單曲發售活動（2018年1月22日）

### 雜誌與書籍
- BRODY（2015年10月號）
- 月刊Piano（2011年10月號～2014年10月號 / 2015年3月～2015年12月號、Yamaha Music Media）
- 仮面ライダー1号（2016年3月17日發售，ぴあムック）
- ぴあ クラシック ワンダーランド（2016年3月30日發售）
- まだ お笑いラジオの時間（2016年4月22日）
- 小學館『マネーポスト』季刊誌（2016年6月1日~連載）

### 遊戲
- AKB 1/48 愛上偶像(2010年12月23日 發行 PSP)
- AKB 1/48 愛上偶像 in 關島(2011年10月6日 發行 PSP)
- AKB48 Stage Fighter(2011年10月25日～ GREE)
- AKB 1/149 戀愛總選舉(2012年12月20日 發行 PSP、PS Vita ，2013年9月12日 發行 PlayStation 3)
- AKB48之野望(2013年1月~ GREE)
- AKB48家族終於推出官方音樂遊戲了( 2014年5月7日～ IOS、Android)

### 網上
- 《AKB48 松井咲子殺人事件》（2011年8月1日公開，東芝REGZA×Get Navi）：主演
- 咲良咲子の気まぐれ放送局～ラジオ風味を添えて～（2014年～）
- 西浦秀樹のめざせ紅白（2016年~）
- 松井咲子の爆笑クレッシェンド（WALLOP，2016年6月~）
- 特盛ねこドミノ（LINE LIVE，2016年7月22日）
- 芸能㊙︎チャンネル（AbemaTV，2016年7月29日、9月29日）
- 美女ランチ（AbemaTV，2016年9月26日、9月29日）
- Twitter Bros.（2016年9月30日）
- 西浦秀樹のめざせ紅白 in 原宿Studio直播（ニコ生・FRESH!by Abema TV，2016年10月1日、30日）
- つかめ！夢のキャンパスライフ リア充バスターズ（AbemaTV，2016年10月4日~12月27日）
- 無限會社 西野企劃（AMESTAGE，2016年11月24日、27日）
- アベマショーゴ（AbemaTV，3月2日）
- 松井咲子の爆笑クレッシェンド（ワロップ放送局）
- メルカリチャンネル（2017年7月19日）
- 占いTV（2017年9月27日）
- 必殺！バカリズム地獄（2017年12月・2018年1月）
- 松井咲子の「投資、はじめます！」（2018年3月13日）

### 其他PV
- PENGIN（日语：PENGIN）《在百合花盛開的山丘上》（百合の花咲く丘で，2010年12月1日）

### 舞台
- 《The Dead End》（ザ・デッド・エンド，2011年10月26日－28日，銀座博品館劇場）[19]

## 外部連結
- 松井咲子官方部落格 （页面存档备份，存于）（日語）
- 松井咲子的X（前Twitter）（日語）
- AKB48官網個人介紹頁（页面存档备份，存于）（日語）